# Adiantum aethiopicum
Espèce
Adiantum aethiopicum est une espèce de fougères de la famille des Pteridaceae.
On la trouve sur l'île de La Réunion et sur l'île Maurice.